# 圣约翰门

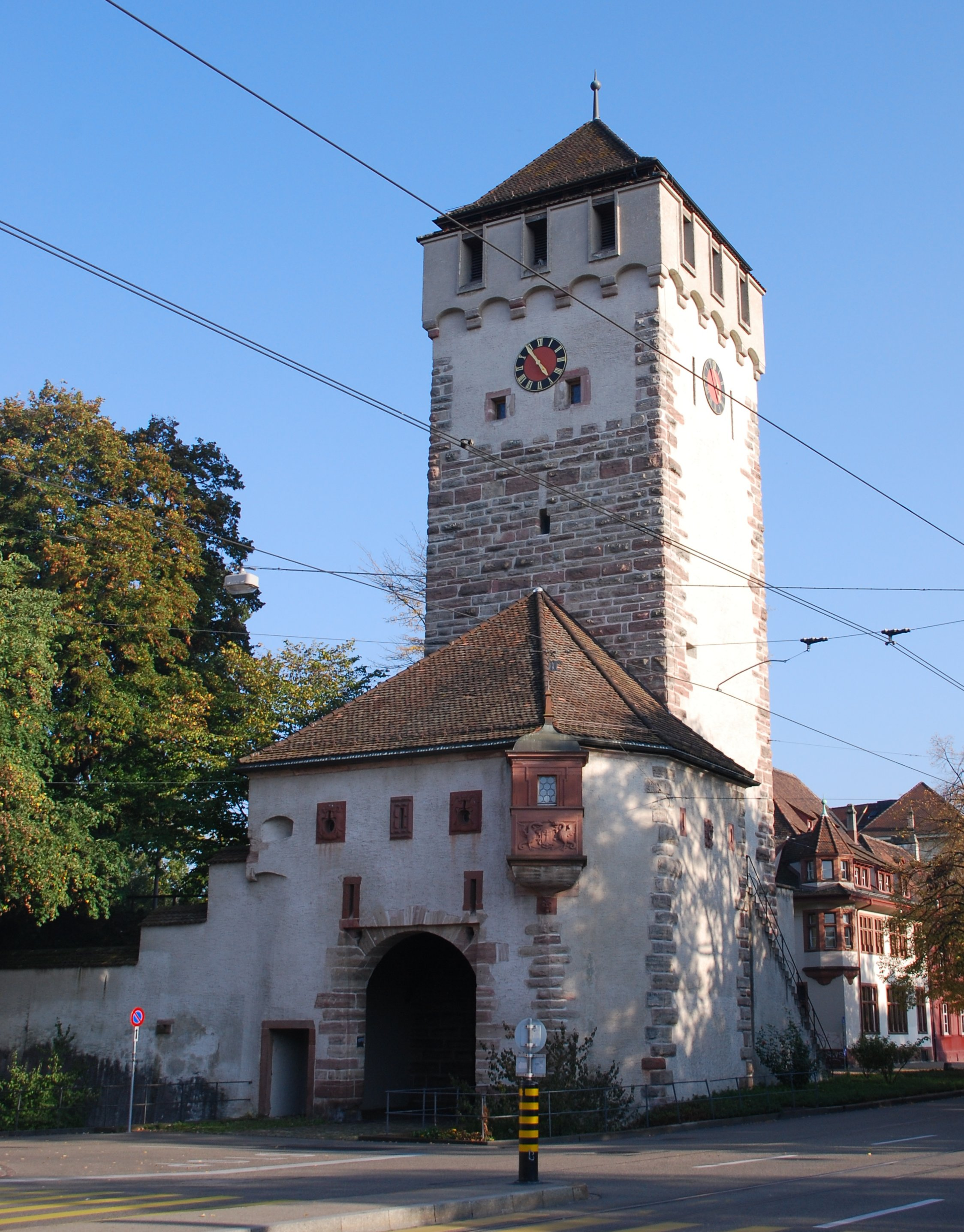
圣约翰门

圣约翰门（德语 St. Johanns-Tor 、 Sankt-Johanns-Tor）是瑞士巴塞尔古代城墙上的一个城门，也是保存下来的三个城门之一。该门被列为瑞士国家遗产。